# Patrick McEnroe
Patrick McEnroe (Manhasset, 1 de Julho de 1966) é um ex-tenista profissional estadunidense. É irmão mais novo do ex-tenista John McEnroe. Foi campeão de Roland Garros no torneio de duplas em 1989.

## Grand Slam finais

### Duplas: 2 (1 título, 1 vice)
| Posição | Ano  | Campeonato      | Piso   | Parceiro      | Oponentes                        | Placar                        |
| ------- | ---- | --------------- | ------ | ------------- | -------------------------------- | ----------------------------- |
| Campeão | 1989 | Roland Garros   | Saibro | Jim Grabb     | Mansour Bahrami Eric Winogradsky | 6–4, 2–6, 6–4, 7–6(7–5)       |
| Vice    | 1991 | Australian Open | Duro   | David Wheaton | Scott Davis David Pate           | 7–6(7–4), 6–7(8–10), 3–6, 5–7 |

### Duplas Mistas: 1 (1 vice)
| Posição | Ano  | Campeonato | Piso | Parceira         | Oponentes             | Placar   |
| ------- | ---- | ---------- | ---- | ---------------- | --------------------- | -------- |
| Vice    | 1988 | US Open    | Duro | Elizabeth Smylie | Jana Novotná Jim Pugh | 5–7, 3–6 |